# Andrés Díaz
Pour les articles homonymes, voir Diaz.
Andrés Manuel Díaz (né le 12 juillet 1969 à La Corogne) est un athlète espagnol spécialiste du 1 500 mètres.

## Carrière
Cinquième des Championnats du monde en salle de 1997, il se distingue en début de saison 1999 en établissant à Athènes un nouveau record d'Europe en salle du 1 500 mètres dans le temps de 3 min 33 s 32, avant de se classer troisième des Championnats du monde en salle de Maebashi, derrière l'Éthiopien Haile Gebreselassie et le Kényan Laban Rotich. Il participe cette même année aux Championnats du monde en plein air de Séville où il termine à la cinquième place du 1 500 mètres.

### Palmarès
| Date | Compétition                    | Lieu      | Résultat | Épreuve |
| ---- | ------------------------------ | --------- | -------- | ------- |
| 1995 | Universiade                    | Fukuoka   | 2e       | 800 m   |
| 1996 | Championnats d'Europe en salle | Stockholm | 4e       | 800 m   |
| 1997 | Championnats du monde en salle | Paris     | 5e       | 1 500 m |
| 1998 | Championnats d'Europe en salle | Valence   | 4e       | 1 500 m |
| 1999 | Championnats du monde en salle | Maebashi  | 3e       | 1 500 m |
| 1999 | Championnats du monde          | Séville   | 5e       | 1 500 m |
| 2000 | Jeux olympiques                | Sydney    | 7e       | 1 500 m |

### Records
| Épreuve         | Performance   | Lieu     | Date            |
| --------------- | ------------- | -------- | --------------- |
| 800 m           | 1 min 45 s 89 | Madrid   | 12 juin 1996    |
| 800 m (salle)   | 1 min 47 s 46 | Valence  | 14 mars 1995    |
| 1 500 m         | 3 min 31 s 48 | Monaco   | 18 août 2000    |
| 1 500 m (salle) | 3 min 33 s 32 | Le Pirée | 24 février 1999 |